# فرودگاه سولتسی-۲
فرودگاه سولتسی-۲ (به انگلیسی: Soltsy-2) یک فرودگاه نظامی است که یک باند فرود بتن دارد و طول باند آن ۳۰۰۰ متر است. این فرودگاه در شهر سولتسی کشور روسیه قرار دارد و در ارتفاع ۸۱ متری از سطح دریا واقع شده است.